# Wheeler Peak Trail System
Le Wheeler Peak Trail System est un réseau de sentiers de randonnée américain dans le comté de White Pine, au Nevada. Long de 10 milles, il permet d'atteindre le sommet du pic Wheeler, qui atteint 3 982 mètres d'altitude. Entièrement situé au sein du parc national du Grand Bassin, il est classé National Recreation Trail depuis 1979.